# Tineoidea
Super-famille
Les Tineoidea sont une super-famille d'insectes de l'ordre des lépidoptères (papillons).

## Liste des familles
Selon BioLib (8 avril 2014)
- Acrolophidae
- Arrhenophanidae Walsingham, 1913
- Eriocottidae Spuler, 1898
- Lypusidae
- Psychidae Boisduval, 1829
- Tineidae